# SINE

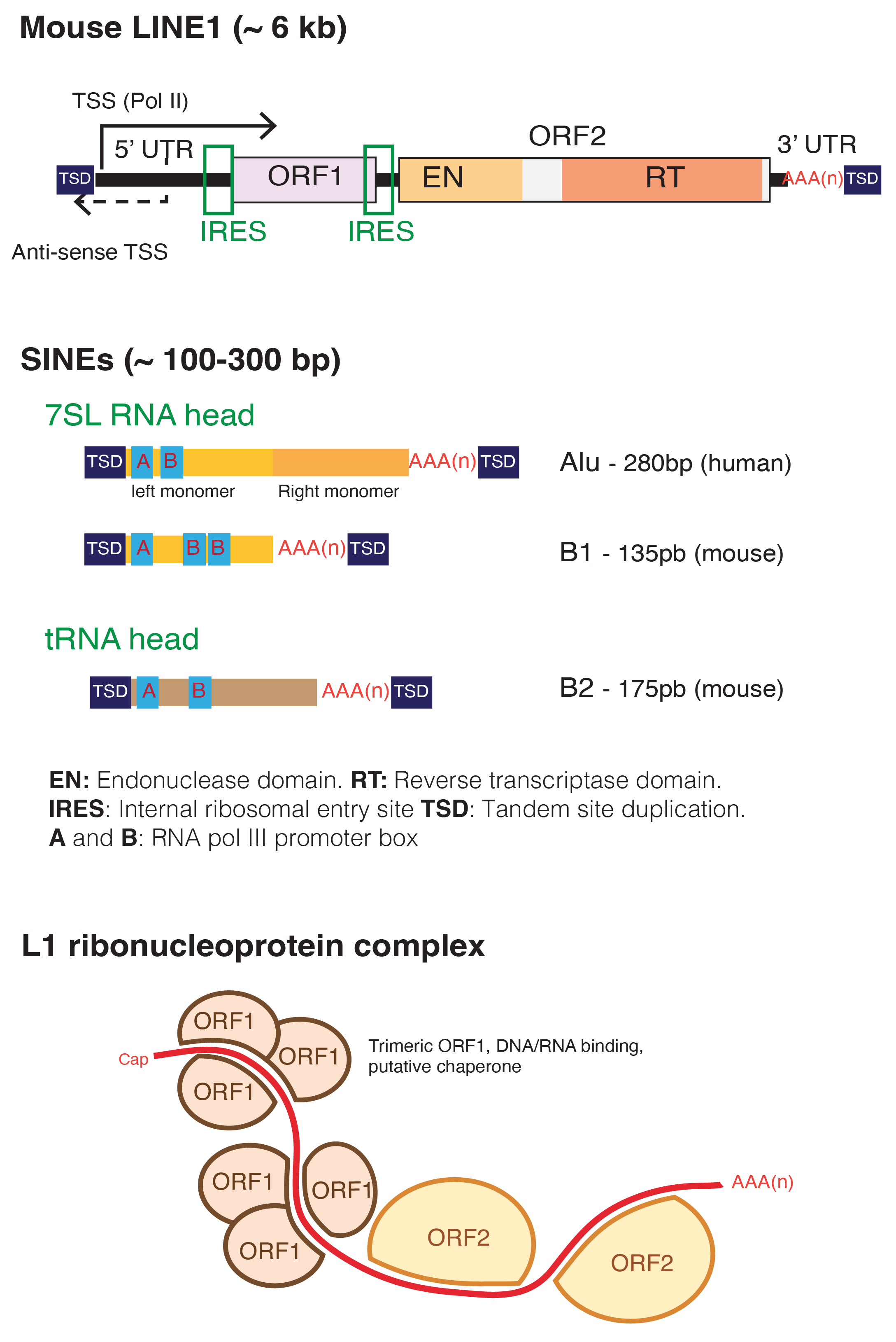
Estructura genètica de LINE1 i SINEs en humans i models murins

Els elements nuclears intercalats curts (del anglès: Short interpersed nuclear elements, SINEs) són fragments d'ADN no codificants i transposables d'ADN. Són una classe de retrotransposons, elements d'ADN que s'amplifiquen autònomament per tot el genoma eucariota, sovint a través d'intermediaris d'ARN.
Les regions internes dels SINE s'originen de tRNAs i estan altament conservats, suggerint una pressió positiva per conservar l'estructura i la funció en la seva evolució. Encara que els SINE són presents en moltes espècies de vertebrats i invertebrats, són generalment específics d'un llinatge, fent-los molt útils per establir una línia evolutiva de espècies. Variacions de número de la còpies i mutacions en la seqüència dels SINEs han fet possible construir filogènies. Els SINEs són també implicats en certes malalties genètiques en éssers humans i altre eukaryotes.
En essència, els SINEs són paràsits genètics que han evolucionat per utilitzar la maquinària cel·lular per multiplicar-se. La simplicitat d'aquests elements els fa increïblement exitosos a persistir i amplificar-se (a través de retrotranscripció) dins dels genomes dels eucariotes. Aquests “paràsits” que han esdevingut estesos en els genomes poden ser patològics pels organismes. Tanmateix, els eucatiores han estat capaços d'integrar els SINEs en processos com la senyalització diferencial, el metabolisme o les vies reguladores i han esdevingut una font gran de variabilitat genètica. Sembla que juguen una funció particularment important en el control d'expressió de gens i la creació de gens d'ARN. Aquest control s'estén a la reorganització de la cromatina i el control d'arquitectura genòmica.
L'anàlisi dels llinatges diferents, les mutacions i l'activitat dels SINEs és una eina molt útil en anàlisi filogenètica.